# Borys Paton
Borys Jewhenowycz Paton (ukr. Бори́с Євге́нович Пато́н; ur. 27 listopada 1918 w Kijowie, zm. 19 sierpnia 2020 tamże) – uczony ukraiński, inżynier elektryk, do 2020 r. prezes Narodowej Akademii Nauk Ukrainy (w latach 1962–1991 prezes Akademii Nauk Ukraińskiej SRR, 1991–1993 Akademii Nauk Ukrainy), dwukrotny Bohater Pracy Socjalistycznej (1969 i 1978), pierwszy w historii Bohater Ukrainy (1998).

## Życiorys
Syn uczonego Jewgienija Patona i Natalii Budde, 1941 ukończył Kijowski Instytut Politechniczny z tytułem inżyniera elektryka, 1941–1942 pracował jako inżynier laboratorium elektrotechnicznego fabryki „Krasnoje Sormowo” w mieście Gorki (obecnie Niżny Nowogród). Od 1942 młodszy pracownik naukowy, następnie starszy pracownik naukowy, 1945–1950 kierownik Wydziału Elektrotechnicznego Instytutu Spawania Elektrycznego Akademii Nauk Ukraińskiej SRR, 1950–1953 zastępca dyrektora ds. naukowych Instytutu Spawania Elektrycznego im. Jewhena Patona Akademii Nauk Ukraińskiej SRR. Od 1952 członek KPZR, od 1951 członek korespondent, a od 1958 działający członek (akademik) Akademii Nauk Ukraińskiej SRR, od 1962 akademik Akademii Nauk ZSRR (od 1991 Rosyjskiej Akademii Nauk). W 1952 uzyskał stopień doktora, a 1954 został profesorem. Od 1953 kierownik Instytutu Spawania Elektrycznego im. Jewhena Patona Akademii Nauk Ukraińskiej SRR, od 1963 do rozpadu ZSRR członek Prezydium Akademii Nauk ZSRR. Od 1962 do 2020 prezes Akademii Nauk Ukraińskiej SRR, która 1991–1993 nosiła nazwę Akademia Nauk Ukrainy, a od 1994 do dziś Narodowa Akademia Nauk Ukrainy.
Autor i współautor ponad 720 wynalazków (w tym 500 patentów zagranicznych), ponad 1200 publikacji, w tym 20 monografii naukowych. Członek Bułgarskiej Akademii Nauk (1969), Czechosłowackiej Akademii Nauk (1973), Akademii Nauk NRD (1980), Akademii Nauk Indii (1994), Akademii Nauk Armenii (1994), Akademii Nauk Gruzji (1996), Akademii Nauk Tadżykistanu (2001), Akademii Nauk Kirgistanu (2004) i doktor honoris causa i profesor wielu uniwersytetów światowych. Honorowy obywatel Kijowa (2002) i Mariupola (1998).
Od 1960 członek Komitetu Centralnego Komunistycznej Partii Ukrainy, a od 1966 Komitetu Centralnego Komunistycznej Partii Związku Radzieckiego. Deputowany do Rady Najwyższej ZSRR od 6 do 11 kadencji (1962–1989), zastępca przewodniczącego Rady Związku Rady Najwyższej ZSRR (1966–1989), deputowany ludowy ZSRR (1989–1991). Mieszkał w Kijowie.

## Odznaczenia i nagrody

### Odznaczenia ukraińskie
- Order Państwa Bohatera Ukrainy (26 listopada 1998)
- Order Wolności (21 stycznia 2002)
- Order Księcia Jarosława Mądrego I klasy (Ukraina, 27 listopada 2008)
- Order Księcia Jarosława Mądrego IV klasy (26 listopada 2003)
- Order Księcia Jarosława Mądrego V klasy (13 maja 1997)
- Order „Za zasługi” I klasy (27 listopada 2013)[2]

### Odznaczenia ZSRR
- Nagroda Leninowska (1957)
- Nagroda Stalinowska (1950)
- Medal Sierp i Młot Bohatera Pracy Socjalistycznej (dwukrotnie – 13 marca 1969 i 24 listopada 1978)
- Order Lenina (czterokrotnie – 27 kwietnia 1967, 13 marca 1969, 17 września 1975 i 24 listopada 1978)
- Order Rewolucji Październikowej (26 kwietnia 1984)
- Order Czerwonego Sztandaru Pracy (13 września 1943)
- Order Przyjaźni Narodów (24 listopada 1988)

### Odznaczenia zagraniczne
- Order Zasługi dla Ojczyzny (NRD) (1968)
- Order Cyryla i Metodego (Ludowa Republika Bułgarii, 1985)
- Order Przyjaźni (Czechosłowacka Republika Socjalistyczna, 1987)
- Order Zasługi Republiki Włoskiej (Włochy, 1996)
- Order Wielkiego Księcia Giedymina II klasy (1998, Litwa)
- Order „Za zasługi dla Ojczyzny” II klasy (Rosja, 27 listopada 1998)
- Order Honoru (Rosja, 19 stycznia 2004)
- Order Przyjaźni (Tadżykistan, 2004)
- Order „Przyjaźń” II klasy (Kazachstan, 2006)
- Order „Za zasługi dla Ojczyzny” I klasy (Rosja, 26 listopada 2008)
- Order Honoru (Gruzja)

### Nagrody
- Nagroda Państwowa Ukrainy
- Nagroda Rady Ministrów ZSRR (1988)
- Nagroda Rady Ministrów Ukraińskiej SRR (1984)
- Złoty Medal im. Łomonosowa Akademii Nauk ZSRR (1981)
- Medal im. Wawiłowa Akademii Nauk ZSRR (1978)
- Złoty Medal im. Korolowa Rosyjskiej Akademii Nauk (2003)

I inne.